# Miwa Ueda
上田 美和
Œuvres principales
Première œuvre : Momoiro biyaku
Autres ouvrages :
- Peach Girl

Miwa Ueda (上田 美和, Ueda Miwa) est une mangaka japonaise.
Elle est née un 29 septembre 19?? (elle ne veut pas révéler son année de naissance) dans la préfecture de Hyōgo. Un membre de sa famille étant artiste, elle se passionne très tôt pour le dessin, car elle souhaite dessiner aussi bien que lui. Elle devient mangaka en 1985 avec Momoiro biyaku (桃色媚薬, litt. « l'aphrodisiaque rose »), Peach Colored Elixer en anglais. L'apogée de sa carrière arriva en 1999, lorsqu'elle remporta le prix du meilleur manga shōjo de son éditeur Kōdansha avec Peach Girl.
Elle est également l'auteur de Papillon Hana to cho.